# Louise Colet
Louise Colet, pseudonimo di Louise Révoil (Aix-en-Provence, 15 settembre 1810 – Parigi, 8 marzo 1876), è stata una poetessa francese.

## Biografia
Louise Colet fu l'ultimogenita di una famiglia numerosa, composta da sette figli, dal padre Antoine Révoil (1770-1826), direttore delle Poste, e dalla madre Henriette Leblanc (1769-1834). Dopo la morte del padre andò a vivere a Mouriès, in una proprietà che apparteneva dal XVII secolo alla famiglia materna. In questa località sposò il musicista e accademico Hippolyte Colet (1808-1851). Le nozze furono celebrate il 5 dicembre 1834 nonostante l'ostilità della famiglia di Louise. In seguito la Colet seguì lo sposo a Parigi, andando ad abitare in un appartamento della rue des Petites-Ecuries, nelle vicinanze del Conservatorio, dove il coniuge era impiegato.
Giunta nella grande città, cercò i canali giusti per rendere noto il suo primo lavoro, una raccolta di poesie intitolata Fleurs du Midi (1836), che però non riscosse grande approvazione da parte della critica. Due anni dopo iniziò a frequentare assiduamente il filosofo Victor Cousin, e grazie al suo aiuto, incominciò a scrivere su vari giornali, ricevendo nel 1839 un riconoscimento da parte dell'Académie française per l'opera Le musée de Versailles. Questo premio le aprì le porte dell'ambiente letterario parigino, consentendole di stringere amicizia con molti scrittori di grido, quali Victor Hugo. Il suo temperamento focoso la indusse a colpire con una coltellata il giornalista Alphonse Karr, colpevole di aver insinuato che il padre del bambino che portava in grembo fosse Victor Cousin.

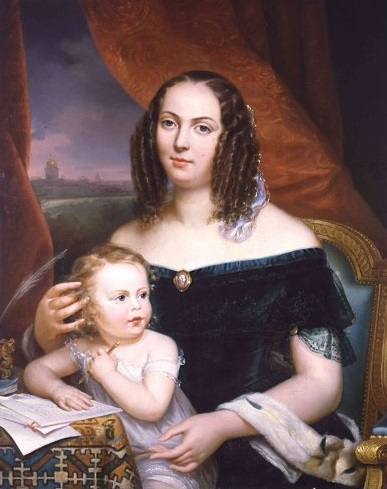
Adèle Grasset, Ritratto di Louise Colet con la figlia Henriette

Da questo momento alternò libri di poesie ad opere drammatiche; tra i primi si annoverano Le monument de Molière (1843), mentre il suo dramma più significativo è Charlotte Corday et Madame Roland (1842). Inaugurò in Rue de Sèvres un salotto letterario frequentato da personaggi di primo piano come Gustave Flaubert, Alfred de Musset e Alfred de Vigny.
Con Flaubert intrecciò una tempestosa relazione durata otto anni che si concluse a causa dell'intromissione di Musset. La scrittrice descrisse impietosamente entrambi gli artisti nel libro Une histoire de soldat del 1856 e in Lui del 1859, nei quali sostenne di essere stata la musa ispiratrice di Flaubert per la sua Madame Bovary.
Il 15 ottobre 1859 la Colet arrivò a Genova, inaugurando un lungo soggiorno in terra italiana. Nel breve periodo trascorso sotto la Lanterna conobbe Luigi Mercantini e altri patrioti del luogo; la poetessa amava l'Italia e ne abbracciava convintamente gli ideali risorgimentali. Il 16 novembre giunse a Torino, dove si legò alla famiglia Mancini e in particolare a Laura Beatrice Mancini, cara amica di Garibaldi. Al Teatro Carignano, in una serata in cui assisteva assieme ai Mancini alla Norma belliniana, fece la conoscenza di Carlo Poerio. L'avventura italiana la spinse sin dall'inizio a scriverne le impressioni ne L'Italie des italiens, opera che uscì in vari volumi tra il 1859 e il 1864.

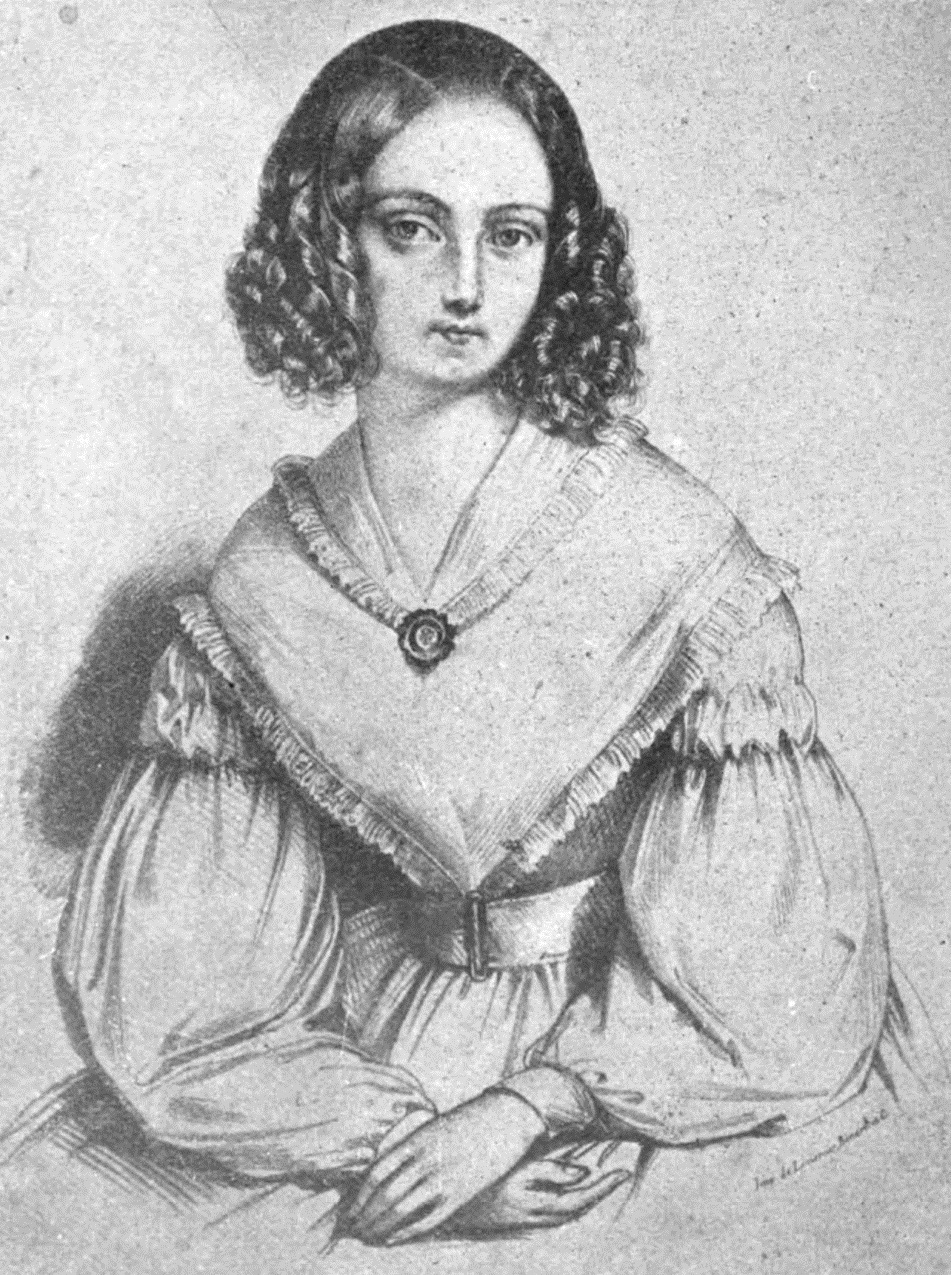
Ritratto di Louise Colet

Seguì qualche mese milanese: Louise Colet strinse amicizia con Alessandro Manzoni, avviando con lui una corrispondenza epistolare, e pensò di fondare un giornale patriottico dal titolo L'annessione. Mancavano però i fondi. La dama francese chiese aiuto alla principessa Cristina Trivulzio di Belgiojoso, nota per l'intensa attività filo-risorgimentale, ricevendo al contempo i fondi e la richiesta di non far parte della redazione. Soddisfatta a metà, riguadagnò la capitale sabauda, dove ebbe modo di assistere a due sedute del Parlamento, il 2 e il 12 aprile 1860. Fu nella seconda occasione che vide per la prima volta Garibaldi, scrivendo dei versi ispirati dalla figura «pensosa e mistica» del Generale.
Toccò varie località toscane, giungendo a inizio giugno nella villa dell'amica principessa Maria Alessandrina Bonaparte – una nipote di Napoleone – a Laviano, nello Stato Pontificio. In quel luogo apprese della trionfale campagna di Sicilia leggendo La Nazione. Immersa nella natura si sdraiò su un parco in fiore, fantasticando sull'eroe e le sue imprese: nacquero così nuovi versi per il condottiero, pubblicati sui giornali italiani nei giorni successivi.
A settembre Garibaldi entrò in una Napoli in festa. Cavour, di cui la Colet era amica, scrisse per la donna una lettera di presentazione al marchese di Villamarina, il quale la utilizzò a sua volta per consentirle l'incontro più atteso. L'"Eroe dei due mondi" aveva posto il suo quartier generale in via Toledo, nel palazzo d'Angri. La poetessa approfittò della ressa per introdursi nell'edificio, raggiungendo la stanza in cui si trovava il Generale. Questi, in francese, espresse la propria soddisfazione per aver conosciuto una donna che amava l'Italia. Louise ricordò il colloquio in Naples sous Garibaldi pubblicato lo stesso anno.
Subito dopo la Colet, vestita da infermiera, si dedicò ad assistere i feriti garibaldini assieme a Jessie White Mario nell'ospedale di Caserta, ricordando poi l'esperienza con queste parole: «C'est là pour moi la poésie du moment, la poésie vivante d'une grandeur et d'une simplicité héroiques, qu'aucune poésie écrite ne saurait égaler» ("È lì per me la poesia del momento, poesia vivente di una grandezza e una semplicità eroiche, che nessuna poesia scritta potrebbe eguagliare").
Conobbe in quei mesi tutto l'entourage del Generale, da Bixio a Stefano Türr, ed ebbe modo di rivedere il personaggio tanto idealizzato. Il legame tra i due continuò negli anni, testimoniato da numerose missive e da altre pagine di incondizionata stima che lei gli rivolse, come nella lettera del luglio 1863 con cui da Parigi avrebbe dedicato a Garibaldi il quarto volume de L'Italie des Italiens.
Intanto il viaggio italiano proseguiva. Risalendo la penisola sostò nel febbraio 1861 a Roma, all'Hotel d'Inghilterra. Qui ebbe modo di incontrare una delle amiche più intime di Garibaldi, quell'Elpis Melena (pseudonimo che la scrittrice di origini amburghesi Marie Espérance von Schwartz adottava proprio in quell'anno) cui un paio d'anni prima il condottiero aveva fatto una proposta di matrimonio. Nella culla della cristianità scrisse Les derniers abbés, libro in cui si scagliava contro la casta pretesca. Quando la polizia pontificia le fece sequestrare il volume, la donna lamentò l'accaduto scrivendo a Caprera, ricevendo in francese il conforto dell'amico, addolorato per l'accaduto, di cui erano responsabili, si legge nella risposta, «i gladiatori della menzogna, vera peste del nostro paese disgraziato».
Dopo il ritorno in patria mantenne vivo il contatto con molti amici italiani, e frequenti furono i soggiorni nella penisola. Nell'ultima fase della propria vita si recò a Caprera, ormai malata, ricevendo le cure di Garibaldi, mentre l'amico più stretto degli anni estremi fu il filosofo Edgar Quinet. Dopo aver trascorso l'ultimo inverno a Sanremo, morì di tisi nel 1876.

## Opere
- Fleurs du midi (1836)
- Penserosa (1839)
- La jeunesse de Goethe (1839)
- Les coeurs brisés (1843)
- Les funérailles de Napoléon (1840)
- La jeunesse de Mirabeau (1841)
- Lui (1859)
- Naples sous Garibaldi, souvenirs de la guerre d'indépendance (1861)
- L'Italie des italiens (1859-64)
- Enfances célèbres (1865)